# Berà I

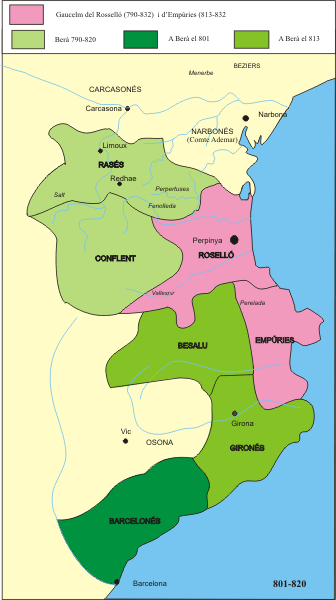
Comtats de Berà i de Gaucelm

Berà I, Bernat I o Bernard I (?, 800 - Rouen, 844) fou el primer comte de Barcelona i marquès de Gòtia (801-820), comte de Girona i Besalú (812 o 817-820) i comte de Rasès i Conflent (790-820).

## Orígens
Berà era d'origen got, tot i que també hi ha la possibilitat que fos fill de Guillem I de Tolosa, comte de Tolosa i Cunegunda d'Austràsia (770-835, filla de Carloman I rei dels francs), que va ser la seva primera muller. Germà de Geberga i Cunegunde de Gellone i germanastre de Gellone Rotlinge, Theuderic comte d'Autun, Rothild, Heribert i de Gaucelm comte de Rosselló, Rasés i Empúries. El seu pare, Guillem I, li va confiar el govern dels comtats de Rasès i de Conflent.
Berà es va casar amb la seva germanastra Romil·la que esdevindria la primera comtessa consort de Barcelona i amb qui va tenir diversos fills.
- Guillemó de Septimània (825-850)[1]
- Àrgila de Rasès (?-ca.845)[1]
- Rotruda, casada amb el comte Alaric I d'Empúries[1]

En segones núpcies es va casar amb Duoda Sança de Gascunya, duquessa de Septimània (807-845), amb qui va tenir dos fills, Ató I de Trencavel (844 - 899), vescomte d'Albi i Regilinda de Roergue (842-886), que va ser comtessa d'Agen.

## Conquesta de Barsiluna
Des del 796, governava Barcelona Sadun al-Ruayni, que des del començament es va enfrontar a l'emir de Còrdova. A l'abril del 797 Sadun es va presentar a Aquisgrà i va oferir a Carlemany sotmetre-li la ciutat a canvi de mantenir-lo al govern i ajudar-lo en la lluita contra Còrdova. Carlemany va convocar una assemblea a Tolosa a la primavera del 800, on es va decidir l'enviament cap a Barcelona del seu fill Lluís el Pietós (que llavors era rei d'Aquitània); un exèrcit dirigit per diversos nobles, entre ells el comte Rostany de Girona, el comte Ademar de Narbona i el duc Guillem I el Sant de Tolosa, van sortir cap a la zona esperant la submissió de la ciutat i per assegurar el control de tota la regió. Però Sadun no va complir la seva paraula i es va negar a entregar la ciutat, que els francs van haver d'assetjar. El setge, que devia començar ja avançat l'any 800, cap a la tardor, va ser llarg. Sadun va intentar escapar cap a Còrdova per demanar ajuda, però pel camí va ser capturat. El seu lloc el va ocupar Harun. La població es va veure molt afectada per la gana i les penalitats i els gots cristians finalment van decidir entregar Harun i rendir la ciutat, probablement el dissabte 3 d'abril del 801, entrant Lluís el Pietós a Barcelona l'endemà. El 28 de desembre d'aquell any Berà, que havia participat en la conquesta de la ciutat al costat del seu pare, va ser investit comte (amb títol també de marquès per regir un comtat fronterer) i una de les primeres mesures que va pendre va ser l'aplicació de la llei carolíngia, en virtut de la qual s'atorga un estatut privilegiat als barcelonins.

## Expedicions a Tortosa
Es pensa que Berà estava força influït per la seva mare goda, i va encapçalar la tendència partidària d'una pau amb els musulmans, que devia ésser majoritària entre els magnats gots de Barcelona. No obstant això, va haver de participar en les expedicions que els francs van emprendre cap al sud, per establir els límits del comtat a l'Ebre i tenir una defensa natural. Aquestes expedicions, la cronologia de les quals és incerta, degueren tenir lloc el 804, 808 i 809.

### Primera expedició
La primera la va dirigir Lluís el Pietós i va arribar a Tarragona, destruint alguns llogarets, dividint-se després, en un lloc anomenat Santa Columba, en dos cossos d'exèrcit. Un estava manat pel mateix Lluís, que va marxar cap a Tortosa, i l'altre estava manat per Berà, Ademar de Narbona i Borrell, comte d'Osona; i va cobrir el flanc occidental i havia d'atacar Tortosa des del sud. La secció de Berà va passar l'Ebre prop de la confluència amb el Cinca i arribà a Vila-Rubea, però els atacs dels musulmans els obligaren a retirar-se, estant fins i tot a punt de ser aniquilats en un punt anomenat Vallis Ibana, potser Vallibona, prop de Morella, per les tropes de l'infant Abd-ar-Rahman ibn al-Hàkam que aplegués les tropes de Saraqusta amb les del valí de Balànsiya i fes front a l'invasor. Van poder reunir-se amb Lluís, que mentrestant va estar assetjant Tortosa durant vuit dies sense cap resultat, i tots junts es van retirar cap al nord.

### Segona expedició
La segona expedició en què va participar Berà va ser la del 808. En aquest any, Carlemany va enviar el seu llegat, Ingobert, a Tolosa perquè fos oficialment enviat pel seu fill Lluís el Pietós (que seguia a Aquitània) en expedició al sud de Barcelona. Ingobert va seguir la mateixa tàctica del 804 i va dividir l'exèrcit; el cos que ell manava va marxar contra Tortosa i l'altre cos, manat per Berà i Ademar, l'havia de rodejar i atacar-la pel sud. Segons l'Astrònom, cronista oficial dels francs, a la seva «Vita Hludovici», en creuar les forces de Berà el riu d'amagat amb unes barques preparades, els cavalls ho van fer nedant i les seves defecacions arrossegades pel corrent van ser detectades a Tortosa. El valí d'aquesta ciutat va atacar contra Berà i Ademar que van aconseguir escapolir-se amb poques baixes i reunir-se amb l'exèrcit d'Ingobert, però ambdós es van haver de retirar.

### Tercera expedició
La tercera expedició degué tenir lloc l'any següent (809) i el mateix Lluís el Pietós tornà a agafar-ne el comandament, acompanyat de diversos magnats francs (Isembard, Heribert, Liutard i d'altres) i de les forces locals, és a dir del comte i marquès Berà. Les màquines de setge es van traslladar fins a Tortosa i durant 40 dies es va assetjar la ciutat però el setge es va haver d'aixecar en arribar un exèrcit cordovès manat per Abd-ar-Rahman ibn al-Hàkam, fill de l'emir Al Hakam I, que potser va derrotar els francs (segons l'historiador Al Maqqari). L'Astrònom evita la paraula derrota i diu que els musulmans de Tortosa, desesperats pel setge, van oferir les claus de la ciutat a Lluís el Pietós, i que aquest es va donar així per satisfet i va aixecar el setge, cosa que resulta del tot inversemblant.

## Primera treva
Després d'aquesta mal succés, que confirmava els dos anteriors, les proposicions pacifistes de Berà devien tenir ressò a la cort, i així el 812 Carlemany va acceptar una treva de tres anys.
El 18 de maig del 812 va morir Guillem I el Sant de Tolosa i Berà va heretar en ple domini els comtats de Rasès i Conflent que, de fet, ja governava per delegació paterna, i poc després en va confiar l'administració al seu fill gran Guillemó o Guillemundus.
El mateix any 812 Berà va viatjar a la cort d'Aquisgrà juntament amb els comtes Gaucelm del Rosselló, (Odiló?) de Girona i Besalú, Guisclafred de Carcassona, (Ermenguer?) d'Empúries, Ademar de Narbona, Leibulf i Erlí de Besiers, per assistir a l'acusació que contra tots ells feien un grup de terratinents hispani (és a dir, nobles locals de l'antiga província de Septimània i de la Gòtia) que es queixaven que els francs els imposaven tributs i càrregues injustes sobre llurs terres. Carlemany va donar la raó als acusadors.

## Segona treva
El 815, acabada la treva, va tornar a començar la guerra amb els musulmans, que dirigits per Ubayd Allah, oncle de l'emir Al Hakam I, van atacar Barcelona, però quan anaven a assaltar-la amb maquinària de setge, un exèrcit probablement reclutat entre els gots del país es va presentar davant la ciutat i va obligar els atacants a retirar-se. Aquesta victòria va fer créixer el prestigi de Berà, les relacions del qual amb la noblesa goda local devien ser molt bones.
El novembre del 816 el valí de Saragossa va viatjar a Aquisgrà i va negociar una nova treva amb l'imperi. Treva que fou acordada el febrer del 817, per altres tres anys. Durant aquesta treva, la política dels francs va obtenir greus fracassos a Pamplona (presa del poder cap al 817 pel partit vascó nacionalista aliat als musulmans Banu Qasi de la Vall de l'Ebre) i a l'Aragó (on Garcia Galíndez el Dolent cap al 820 va obligar a fugir al comte vassall dels francs Asnar I Galí, i es va aliar amb Pamplona). Aquests fracassos van ser aprofitats pels enemics polítics i personals de Berà, segurament defensor de la treva, per atacar-lo com a responsable, i qualificant la treva de contrària als interessos nacionals. El partit bel·licista estava encapçalat pel mig germà de Berà, el comte Gaucelm del Rosselló i d'Empúries, i pel germà petit d'aquest últim (o sigui un altre germanastre de Berà) Bernat, conegut com a Bernat de Septimània.
El 817 els comtats catalans foren separats en dos grups diferents: Urgell-Cerdanya i Pallars-Ribagorça foren integrats amb Carcassona al Ducat d'Aquitània, i tots els altres, amb Narbona, al Ducat de Septimània. Cap al 817 (o el 812?) va morir el comte Odiló de Girona i Besalú i aquests comtats van passar a Berà.

## Desterrament i mort de Berà
El febrer del 820 es va celebrar una assemblea general a Aquisgrà on va acudir el comte Berà. Gaucelm hi va enviar al seu lloctinent, el got Sanila, qui va formular una acusació formal contra el comte barcelonès per infidelitat i traïció per voler continuar la treva amb els musulmans. El litigi, com era habitual a l'època, es dirimí en un duel judicial al palau mateix. Berà, que ja era una mica gran, fou derrotat per Sanila. El sistema de lluita emprat (origen dels futurs torneigs medievals) va ser a cavall i amb javelina i armes lleugeres, utilitzat pels gots però gairebé desconegut pels francs. Tot i que Berà el va acceptar (si es considerava cap del partit got no tenia altra opció) no era tan hàbil com el seu rival. La derrota comportava el reconeixement dels càrrecs que es feien a l'acusat i, per tant, la pena de mort. Però l'emperador, que no devia considerar com a traïdor el comte Berà, li va commutar la pena per la de desterrament a Rouen, ciutat on va viure fins a la seva mort el 844.
Els seus dominis van ser dividits. Els comtats de Barcelona, Girona i Besalú van ser confiats al franc Rampó, equidistant dels dos partits enfrontats a la Gòtia; mentre que els comtats de Rasès i Conflent van quedar en mans del seu fill Guillemó, que de fet ja els governava des de l'any 812 o 813.